# Vehículo de combustible alternativo

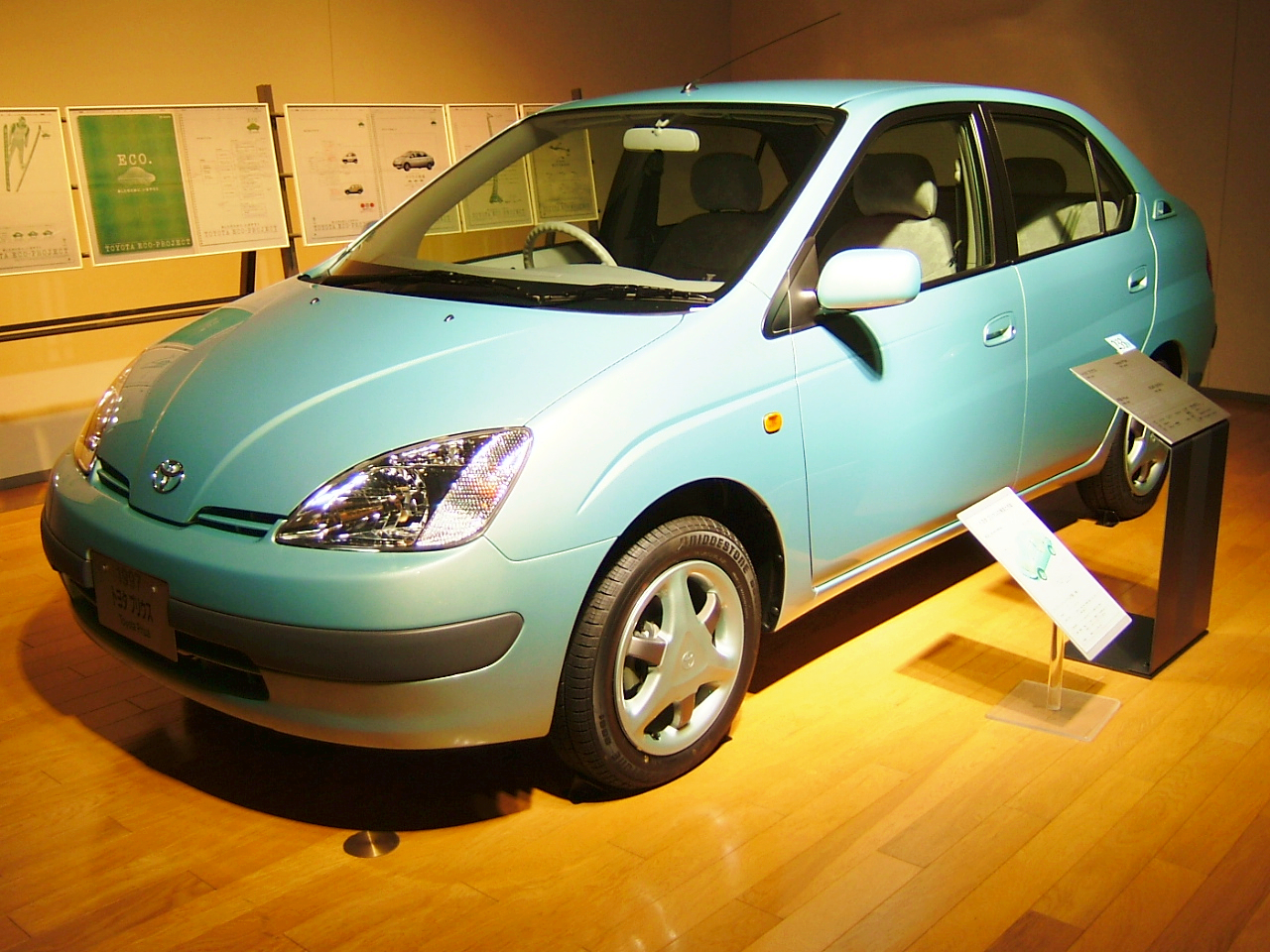
El Toyota Prius es un vehículo híbrido que utiliza gasolina y un motor eléctrico. Museo Toyota en la Prefectura de Aichi, Japón.

Un vehículo de combustible alternativo es un vehículo de motor fabricado con capacidad de operar con combustibles alternativos, que son aquellos que suministran energía al motor sin depender exclusivamente de los combustibles derivados del petróleo, como la gasolina y el diésel. Entre los vehículos de combustible alternativo se incluyen los vehículos eléctricos, vehículos híbridos, vehículos flex, vehículos de gas natural, vehículos solares, vehículos a biodiésel y vehículos de hidrógeno.
Hasta mediados de 2010 habían sido vendidos en el mundo alrededor de 40 millones de vehículos de combustible alternativo y tecnología avanzada, comparado con alrededor de 900 millones de vehículos livianos circulando en el mundo en 2009. Las mayores flotas de vehículos de combustible alternativo y tecnología avanzada en el mundo son:
- Alrededor de 20,6 millones de vehículos flexibles hasta mediados de 2010, principalmente en Brasil (10,6 millones),[2][3] Estados Unidos (9,2 millones),[4] Canadá (600 mil)[5] y Europa, liderada por Suecia (199 mil).[6] Además, un total de 183,375 motocicletas flex-fuel fueron vendidas en Brasil en 2009.[7]
- Alrededor de 11,2 millones de vehículos de gas natural vehicular hasta diciembre de 2009, encabezado por Pakistán (2,4 millones), Argentina (1,8 millones), Irán (1,7 millones), Brasil (1,6 millones) e India (725 mil).[8][9]
- Entre 2,9 y 3 millones de vehículos de alcohol puro todavía en uso en Brasil,[10][11] de los 5,7 millones de vehículos livianos fabricados desde 1979 para funcionar solo con etanol combustible.[3]
- Más de 3 millones de vehículos híbridos eléctricos hasta mediados de 2010, liderados por Estados Unidos con casi 1,8 millones,[12] seguido por Japón con más de 1,1 millones[13][14] y Europa con alrededor de 250 mil.[14][15]

## Tipos de vehículos

### Hidrógeno

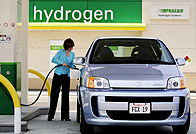
Un vehículo hidrógeno abasteciendo en un puesto de servicio público.

Los vehículos de hidrógeno utilizan el hidrógeno diatómico como su fuente primaria de energía para propulsarse. Existen dos métodos para generar la propulsión, por combustión o por conversión de pila de combustible. En la combustión, el hidrógeno se quema en un motor de explosión, de la misma forma que la gasolina. En la conversión de pila de combustible, el hidrógeno se convierte en electricidad a través de pilas de combustible que mueven motores eléctricos - de esta manera, la pila de combustible funciona como una especie de batería. Con cualquier método, el subproducto principal del hidrógeno consumido es el agua, que adicionalmente puede también mover una micro-turbina.
Actualmente además de automóviles impulsados a hidrógeno, también existen autobuses, trenes, bicicletas, motocicletas, carros de Golf y otros vehículos no terrestres como barcos, aviones, submarinos y cohetes que utilizan el hidrógeno como combustible, en varias formas y en algunos casos a un alto costo. Varias compañías automovilísticas están realizando investigación y desarrollo de carros a hidrógeno, principalmente con el método de pila combustible. Actualmente estos vehículos están disponibles solo para demostración o para alquiler por tiempo limitado. En 2007 había en circulación en los Estados Unidos 200 vehículos públicos propulsados por hidrógeno, principalmente dentro del estado de California.

### Eléctrico

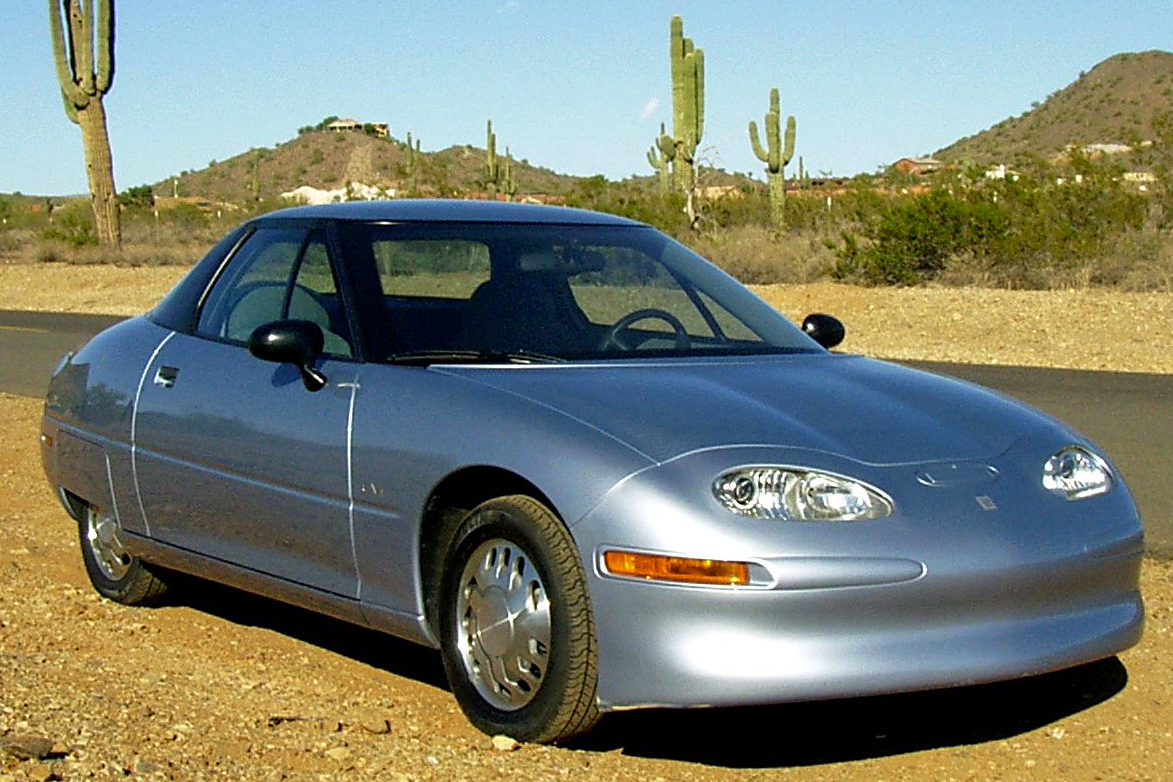
El vehículo eléctrico General Motors EV1 fue lanzado en 1999 con un alcance de 160 mi y utilizaba baterías de NiMH en 1999. Su producción fue descontinuada.

Los vehículos eléctricos son impulsados por uno o más motores eléctricos. La tracción puede ser proporcionada por ruedas o hélices impulsadas por motores rotativos, o en otros casos utilizar otro tipo de motores no rotativos, como los motores lineales, los motores inerciales, o aplicaciones del magnetismo como fuente de propulsión, como es el caso de los trenes de levitación magnética. A diferencia de un motor de combustión interna que está diseñado específicamente para funcionar quemando combustible, un vehículo eléctrico obtiene la tracción de los motores eléctricos.

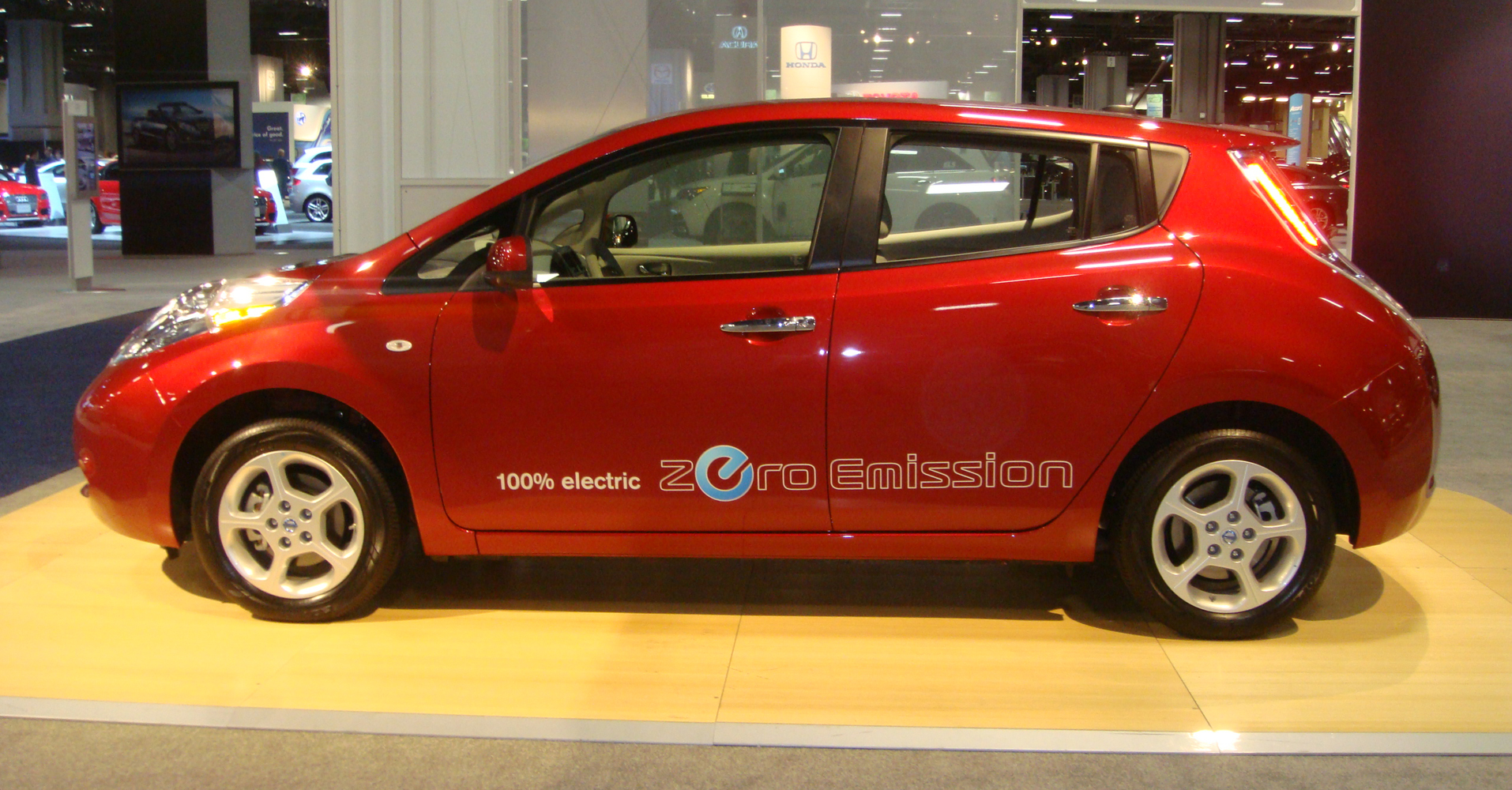
El Nissan Leaf es un vehículo eléctrico que fue lanzado en Japón y Estados Unidos en diciembre de 2010.

Los motores eléctricos destacan por su alta eficiencia a diferentes regímenes de funcionamiento. El futuro de los vehículos eléctricos sin apoyo de un motor de combustión interna (vehículos híbridos) depende de las nuevas generaciones de acumuladores químicos (batería de ion de litio) cada vez desarrollados con mayor densidad de carga y longevidad, que permiten mover motores más potentes y aumentar la autonomía hasta los 200 e incluso 400 km. El gasto energético del motor de un vehículo eléctrico oscila entre los 10 y los 20 kWh en un recorrido tipo de 100 km.
El Nissan Leaf es un vehículo eléctrico de batería lanzado a los mercados europeo, estadounidense y japonés a finales de 2010. El vehículo fue diseñado para recorrer 160 km con una sola carga, y la velocidad máxima que puede alcanzar es de 140 kph. La batería puede ser cargada a un 80% de su capacidad en 30 minutos con un recargador rápido especial. Con más de 22.000 unidades vendidas en todo el mundo entre diciembre de 2010 y febrero de 2012, el Nissan Leaf es el automóvil eléctrico más vendido en el mundo.

### Eléctrico híbrido (regular y enchufable)

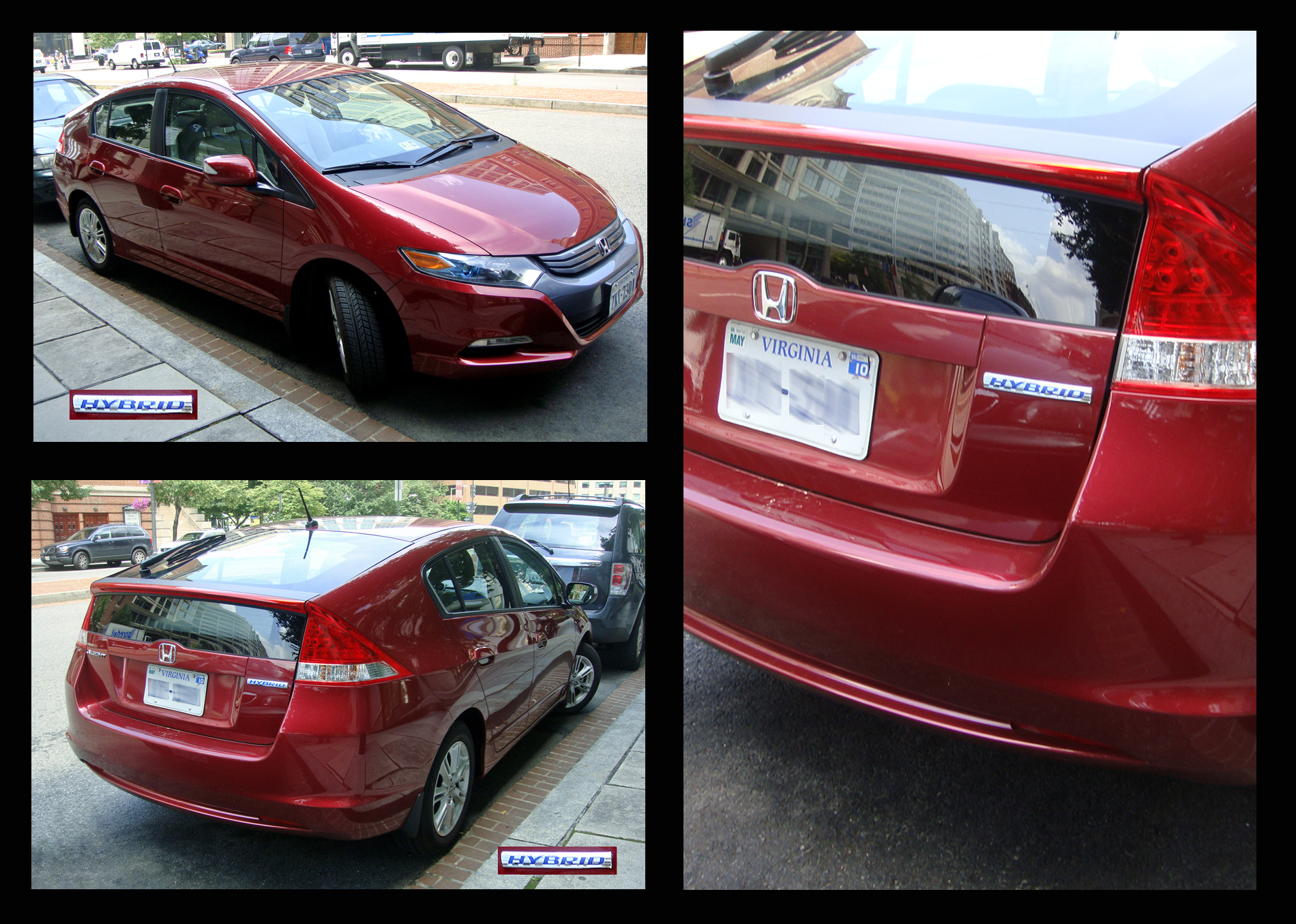
Honda Insight 2010, mostrando la logo marca que lo identifica como híbrido.

Los vehículos eléctricos híbridos son impulsados por energía eléctrica proveniente de baterías y, alternativamente, de un motor de combustión interna que mueve un generador. Normalmente, el motor también puede impulsar las ruedas en forma directa. Los vehículos disponibles comercialmente utilizan gasolina o diésel como combustible para impulsar el motor convencional.
El vehículo híbrido eléctrico regular no se puede recargar por una fuente externa de electricidad (normalmente un enchufe).
El vehículo híbrido eléctrico enchufable es un vehículo híbrido eléctrico cuya batería pueden ser recargadas enchufando el vehículo a una fuente externa de energía eléctrica. El vehículo híbrido enchufable comparte las características de un vehículo híbrido eléctrico tradicional y de un vehículo eléctrico, ya que está dotado de un motor de combustión interna (gasolina, diésel o flex-fuel) y de un motor eléctrico acompañado de un paquete de baterías de ion de litio que pueden recargarse enchufando el vehículo en el sistema de suministro eléctrico. 

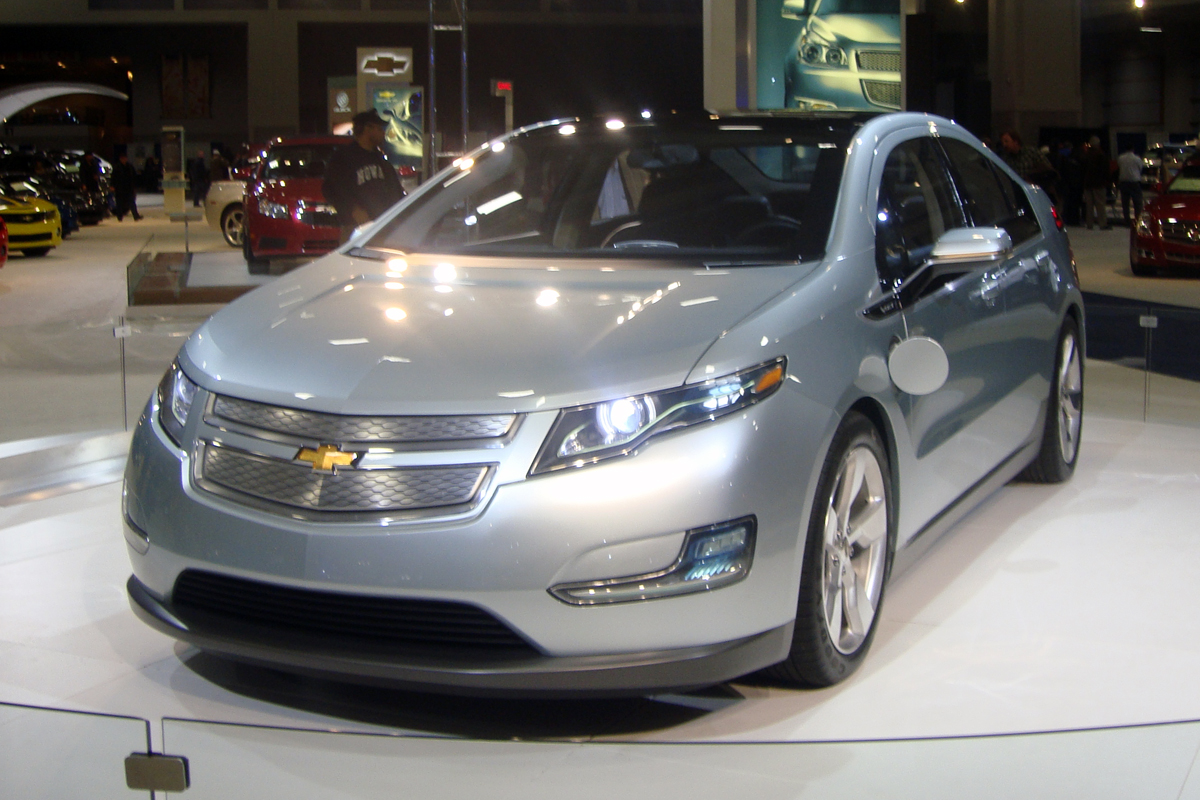
El Chevrolet Volt es un automóvil híbrido enchufable que fue lanzado en Estados Unidos en diciembre de 2010.

A nivel mundial en 2009 ya circulaban más de 2,5 millones de vehículos híbridos eléctricos, encabezado por Estados Unidos con 1,6 millones, seguido por Japón (más de 640 mil) y Europa (más de 235 mil). A nivel mundial los modelos híbridos fabricados por Toyota Motor Corporation sobrepasaron la marca histórica de 2 millones de vehículos vendidos en agosto de 2009, que es seguida por Honda Motor Co., Ltd. con más de 300 mil híbridos vendidos hasta enero de 2009, y Ford Motor Corporation, con más de 122 mil híbridos vendidos hasta finales de 2009.
El primer vehículo híbrido eléctrico enchufable de producción comercial del mundo fue el sedán F3DM PHEV-68 (PHEV109km), fabricado por la empresa china BYD Auto, lanzado el 15 de diciembre de 2008 al mercado local únicamente para uso en flotas a un precio de 149,800 yuan (USD $22,000.)
El Chevrolet Volt, hermano del Opel Ampera, es un automóvil híbrido eléctrico enchufable desarrollado por General Motors que fue lanzado en el mercado estadounidense en diciembre de 2010. El Volt tiene una autonomía de 64 kilómetros en modo exclusivamente eléctrico, y cuando se descarga la batería, el motor de gasolina funciona como generador para recargar la batería, lo que aumenta su alcance en aproximadamente 500 kilómetros adicionales, hasta que se acabe el combustible.

### Combustible flexible

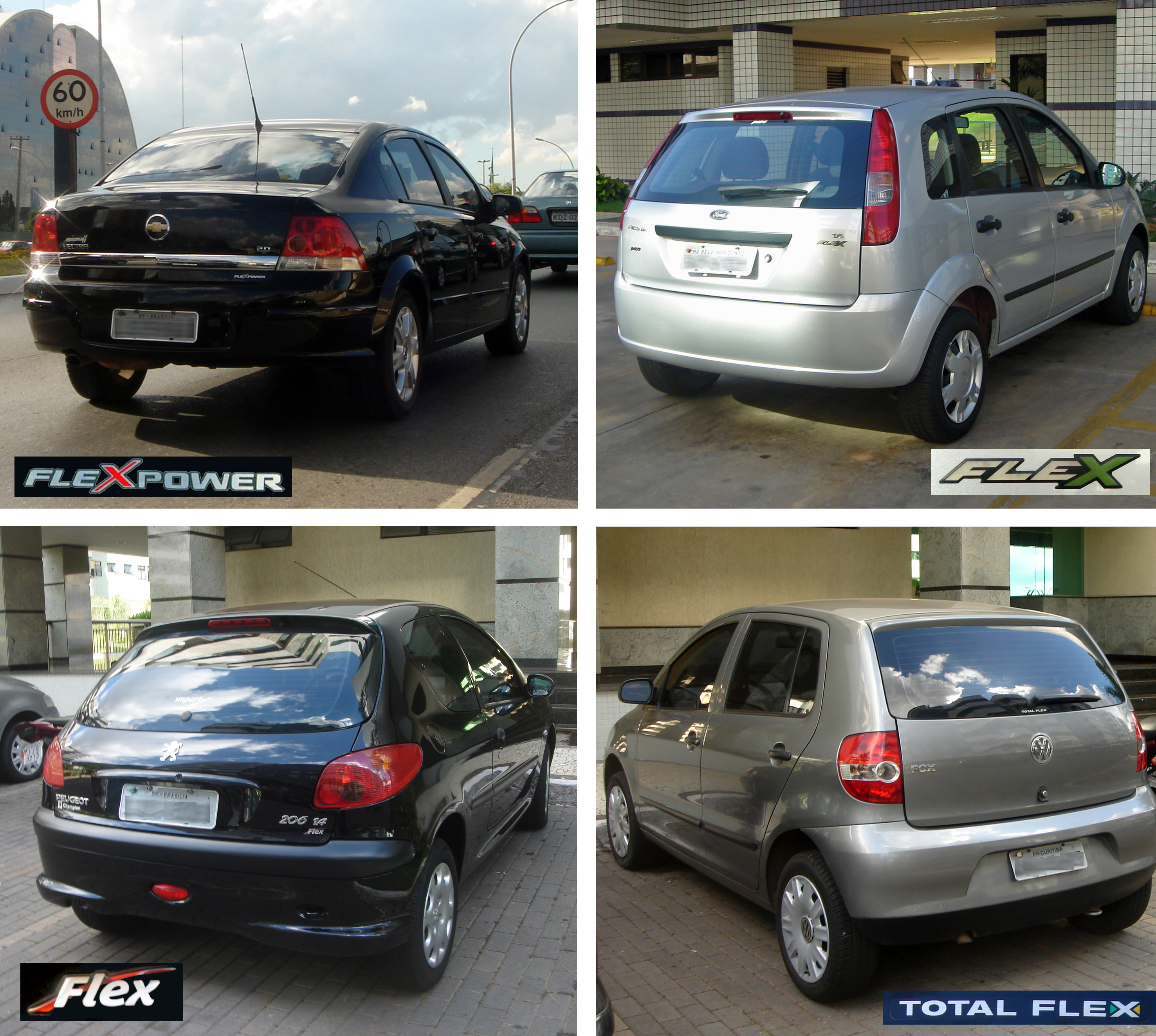
Modelos típicos de automóvil brasileño de combustible flexible de varios fabricantes, que funcionan con cualquier mezcla de gasolina E20/E25 y etanol (E100).

Los vehículos de combustible flexible son impulsados con un motor de combustión interna convencional de cuatro tiempos que tiene la capacidad de utilizar dos combustibles mezclados en un solo tanque de almacenamiento, generalmente gasolina y etanol o metanol. El vehículo flexible más común disponible en el mercado mundial es el que utiliza etanol como combustible, y está dotado de un motor que acepta tanto gasolina como alcohol (etanol) mezclados en cualquier proporción y quemados en la cámara de combustión al mismo tiempo. A inicios de 2010 circulaban en el mundo más de 19 millones de vehículos flexibles, principalmente en Brasil (9,3 millones), Estados Unidos (9,0 millones), Canadá (600 mil) y Europa, liderada por Suecia (181,458).
Aunque la tecnología actual permite que los vehículos flex a etanol funcionen con cualquier proporción de gasolina sin plomo y etanol, en los Estados Unidos y Europa los motores son optimizados para operar con una mezcla máxima de etanol anhidro del 85% (E85). Este límite es fijado en la práctica para evitar problemas de arranque con el motor frío durante temporadas o lugares con clima frío, y el contenido de etanol es reducido durante el invierno para E70 en Estados Unidos y para E75 en Suecia. Brasil, con un clima más caliente, desarrolló y comercializa vehículos capaces de operar con cualquier mezcla de etanol hasta un 100% de etanol hidratado (E100).

### Gas natural vehicular

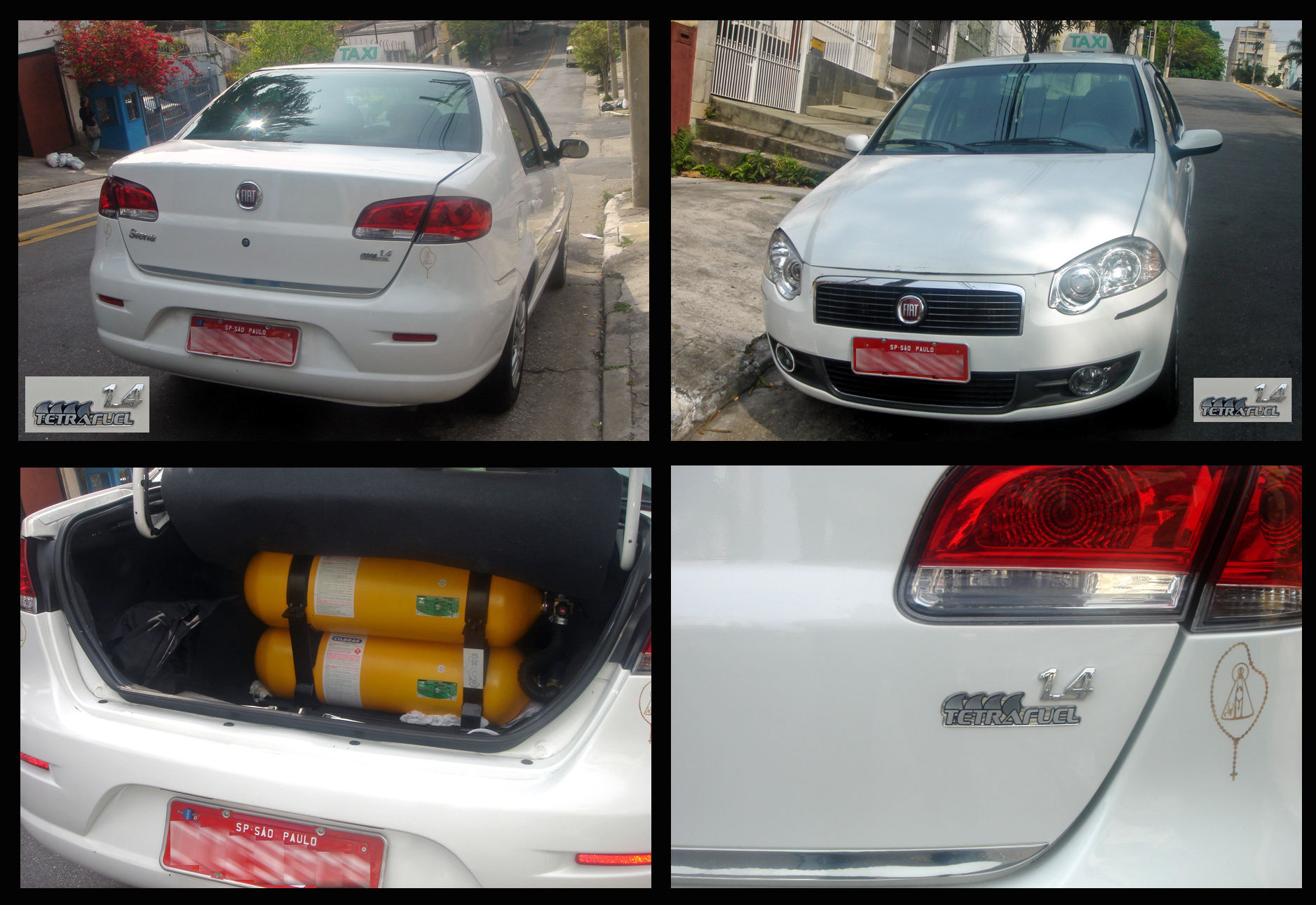
El Fiat Siena Tetrafuel 1.4 es un auto multicombustible que opera como un vehículo flex con gasolina pura, o gasohol E20 a E25, o etanol hidratado (E100); o como un bicombustible con gas natural (CNG).

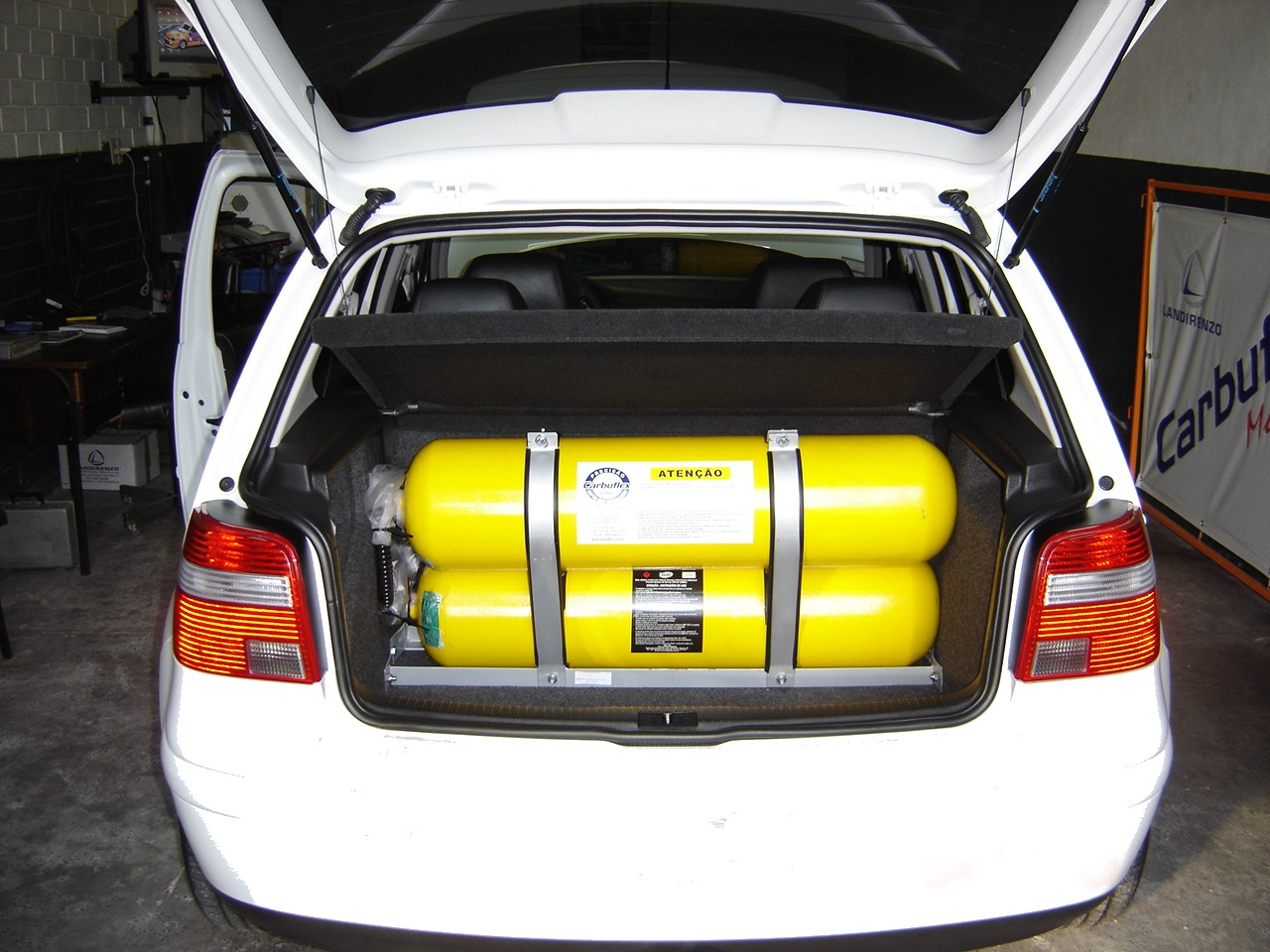
Automóvil de gasolina adaptado para funcionar con gas natural vehicular. Los cilindros de almacenamiento de GNV normalmente se ubican en el portaequipaje del vehículo.

Los vehículos de gas natural vehicular son impulsados con un motor de combustión interna convencional de cuatro tiempos que tiene la capacidad de utilizar dos combustibles almacenados en tanques separados y cuyos combustibles son alternados de forma manual o automática. Además de la gasolina común, los vehículos generalmente son adaptados para funcionar con gas natural vehicular (GNV). Recientemente han sido desarrollados y ya se encuentran disponibles en el mercado norteamericano vehículo que operan exclusivamente con gas natural, como el Honda Civic GX.
A finales de 2008 circulaban en el mundo 9,6 millones de vehículos de gas natural vehicular, liderados por Pakistán (2,0 millones), Argentina (1,7 millones), Brasil (1,6 millones), Irán (1.0 millón) e India (650 mil). En los Estados Unidos circulan alrededor de 130.000 vehículos, principalmente autobuses del servicio de transporte público. En los países de la OECD circulan unos 500.000 vehículos a GNV. En algunos países como Armenia, un alto porcentaje de la flota ha sido adaptada y convertida para operar también con GNV, alcanzando entre 20 y 30% de los vehículos en circulación.
América del Sur es el mercado líder con un 48% del mercado mundial de este tipo de vehículo. En 2008 circulan en Argentina 1,69 millones, con 1.767 estaciones de abastecimiento en todo el país, representando un 15 % de la flota nacional. Hasta julio de 2008 circulaban 1,56 millones de vehículos a GNV en Brasil, representando alrededor de un 5% de la flota de vehículos livianos del país, con 1.585 estaciones de abastecimiento, y con una alta concentración en las ciudades de Río de Janeiro y São Paulo. Bolivia ha incrementado su flota de 30.000 en 2004 para 90.163 vehículos en abril de 2008, Colombia tiene una flota de 257.468 vehículos a GNV, y 378 estaciones de abastecimiento hasta junio de 2008. Perú tiene 41.411 vehículos hasta julio de 2008.
Algunos fabricantes de vehículos ya han comenzado a lanzar vehículos que diseñados para operar con GNV. La subsidiaria brasileña de GM introdujo en agosto de 2004 el motor "MultiPower" que permitie operar el vehículo con gas natural, alcohol puro (E100) y gasohol E20 a E25, y fue utilizado en el Chevrolet Astra 2.0 modelo 2005, orientado hacia el mercado de vehículos taxi. En 2006, Fiat lanzó al mercado en Brasil el Fiat Siena Tetra fuel, un automóvil construido con un motor capaz de funcionar con cuatro combustibles desarrollado por la Magneti Marelli de Brasil. Este auto puede operar automáticamente con gas natural (GNV); etanol anhidro puro (E100); gasohol E20 a E25, la gasolina obligatoria de Brasil; y con gasolina pura, que aunque ya no es vendida en Brasil, le permite a los automovilistas visitar los países vecinos como Uruguay y Argentina sin problemas de abastecimiento.

### Gas licuado del petróleo
Con 12 millones de usuarios, el gas licuado del petróleo (GLP) es el combustible alternativo más popular en el mundo.[cita requerida]

### Electrocombustible
El electrocombustible, o e-fuel, es un combustible similar a la gasolina o el gasóleo, pero de origen sintético, y con un balance neutro en carbono. Esto último es así porque las emisiones de CO2 a la atmósfera en su combustión son equivalentes al CO2 que se capta para su elaboración. Aparte de esto, otra ventaja principal de los electrocombustibles es que pueden ser utilizados en vehículos convencionales que funcionan con combustibles fósiles, no siendo necesario hacer modificaciones al motor.

## Debate en los medios de comunicación
Las informaciones halladas sobre los vehículos alternativos en los medios de comunicación tanto impresos como digitales, tienden a proyectar una imagen de estatus o reconocimiento al estado, comunidad, organización o empresa que los promueve o se encuentra investigando acerca del uso de las diferentes energías alternativas frente a las fuentes energéticas tradicionales, agotables y contaminantes como el petróleo. Existe una carencia de forma masiva en materia de investigación e implantación en el mercado aunque las expectativas son halagüeñas para la década entrante. Como cualquier cuestión expuesta a debate puede llegar a tener fuertes detractores o grupos de intereses contrarios, pero de momento, la introducción de estos vehículos alternativos no está suponiendo una merma en los ingresos de las empresas fabricantes de vehículos convencionales o de combustión de derivados del petróleo. 
Por otro lado, es destacable resaltar la dificultad de encontrar en los medios de comunicación informaciones relacionadas con el tema de investigación en cuestión y son las empresas implicadas o las webs comprometidas con el medio ambiente, las cuales se encargan de difundir por la red los prodigios o ventajas que estas energías alternativas tienen con respecto a las energías de uso más tradicional o extendido. Por ese motivo, aunque algunas se encuentran bien posicionadas en los metabuscadores de Internet, les resulta difícil acercarse a la gran masa social que no busca información al respecto, por lo cual, el que esta les llegue es complicado ya que no es una difusión masificada la que se está dando de las energías alternativas, sino una dosificación de la información con respecto a los avances que en materia de investigación y desarrollo se están llevando a cabo.